# Kamenné Zboží
Kamenné Zboží är en ort i Tjeckien.   Den ligger i regionen Mellersta Böhmen, i den centrala delen av landet, 40 km öster om huvudstaden Prag. Kamenné Zboží ligger 190 meter över havet och antalet invånare är 528.
Terrängen runt Kamenné Zboží är platt.Runt Kamenné Zboží är det ganska tätbefolkat, med 108 invånare per kvadratkilometer. Närmaste större samhälle är Nymburk, 3,1 km öster om Kamenné Zboží. Trakten runt Kamenné Zboží består till största delen av jordbruksmark.